# Comité Church
El Comité Church, formalmente conocido como Comité Selecto del Senado de los Estados Unidos para el Estudio de las Operaciones Gubernamentales Respecto a las Actividades de Inteligencia, fue un comité del Senado de Estados Unidos que investigó las sospechas existentes sobre las acciones y operaciones de los servicios de inteligencia y de seguridad, y los abusos que de estos servicios hizo la Oficina Ejecutiva del Presidente de los Estados Unidos.
Fue presidido por el Senador de los Estados Unidos Frank Church, senador demócrata elegido por el estado de Idaho. El comité estuvo operativo entre 1975 y 1976. Durante el tiempo que estuvo operativo elaboró un total de 14 informes en los que relataba distintos tipos de actividades, desde asuntos relacionados con la planificación del asesinato de líderes extranjeros, actos prohibidos por las leyes internacionales, a espionaje doméstico (por ejemplo a través del proyecto MINARET) y chantajes. Aunque el comité tuvo inicialmente el encargo de descubrir los abusos de poder y los recursos de inteligencia que contribuyeron al escándalo Watergate, sus investigaciones abordaron operaciones de inteligencia desde el final de la Segunda Guerra Mundial hasta la guerra del Vietnam. Esto abarcaba desde el mandato de Franklin D. Roosevelt hasta el de Richard Nixon (4 gobiernos demócratas y 2 republicanos) mostrándose que todos ellos habían abusado de su poder en secreto. Esto último ayudó a mantener la cohesión interna del comité.

## Antecedentes
En los primeros años de la década de 1970, la impopularidad de la guerra de Vietnam y el escándalo de Watergate provocó el fin de la mínima supervisión que hasta entonces se había ejercido sobre los servicios de inteligencia. El Congreso estaba decidido a controlar a la administración Nixon y determinar en que medida  los organismos de inteligencia del país habían participado en actividades cuestionables, si no directamente ilegales.
Una serie de inquietantes revelaciones comenzaron a aparecer en la prensa sobre las actividades de inteligencia. Primero fueron las revelaciones de Christopher Pyle en enero de 1970, sobre el espionaje del ejército de Estados Unidos a la población civil a las que luego se añadieron las investigaciones de Sam Ervinpara en el Senado. Poco después, el 22 de diciembre de 1974, The New York Times publicó un extenso y demoledor artículo de Seymour Hersh que detallaba las operaciones realizadas por la CIA entre la década de 1950 y 1970, operaciones apodadas como las «joyas de la familia» (los documentos secretos sobre esta serie de operaciones se desclasificaron en el año 2007). Los programas de acción clandestina relacionados con intentos de asesinato contra líderes extranjeros y los intentos encubiertos para subvertir los gobiernos extranjeros quedaron expuestos por primera vez. Además, el artículo se refirió a los esfuerzos de los organismos de inteligencia para reunir información sobre las actividades políticas de los ciudadanos de EE. UU, algo completamente prohibido a las agencias.
Estas revelaciones convencieron a muchos senadores y representantes de que el propio Congreso había sido demasiado laxo, confiado, e ingenuo en el desempeño de sus responsabilidades de supervisión.

## Miembros del comité

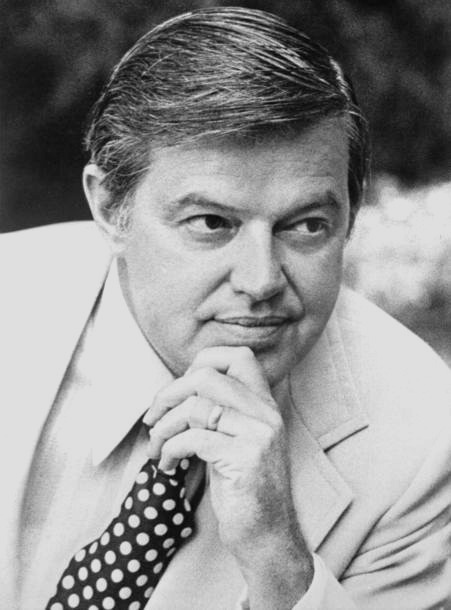
El senador demócrata Frank Church presidió el comité

### Mayoría demócrata
- Frank F. Church, presidente, Idaho,
- Philip A. Hart, Míchigan,
- Walter F. Mondale, Minnesota,
- Walter D. Huddleston, Kentucky,
- Robert B. Morgan, Carolina del Norte
- Gary W. Hart, Colorado.

### Minoría republicana
- John G. Tower, vicepresidente, Texas.
- Howard H. Baker, Jr., Tennessee.
- Barry M. Goldwater, de Arizona.
- Charles McC.Mathias, Jr., Maryland.
- Richard S. Schweiker, Pensillvania.

## Intentos de asesinato de personalidades políticas
Las averiguaciones del Comité Church llegaron a la conclusión de que el gobierno de Estados Unidos había planeado, en tiempos de paz, el asesinato de los siguientes líderes políticos
- Fidel Castro de Cuba. Para lo cual hay una documentada asociación con la Mafia a través de la operación 40 y la operación ZRRIFLE. El intento falló por ser Castro demasiado escurridizo y estar protegido por fuertes medidas de seguridad
- Patrice Lumumba de Congo. Fue asesinado por rivales congoleños antes de que la CIA lo hiciera.
- Rafael Leónidas Trujillo de la República Dominicana. Asesinado por un golpe de Estado.
- General René Schneider de Chile. Asesinado por un golpe de Estado.
- Los hermanos Diem de Vietnam. Asesinados por un golpe de Estado.
- General Abdul Karim Qasim de Irak. Asesinado por un golpe de Estado.

El comité Church también investigó el asesinato de J. F. Kennedy, concluyendo que el Informe Warren tenía fallos de gran calado y que aparentemente altos funcionarios de inteligencia tomaron decisiones para ocultar información de forma premeditada.
Los directores de la CIA Richard Helms y William Egan Colby, prohibieron explícitamente, en escritos, los asesinatos como forma de lograr objetivos operacionales.

## Consecuencias

### Sobre asesinatos de líderes políticos
En 1976, el presidente Gerald Ford publicó la orden ejecutiva 11905 (EO 11905) para prohibir la promoción de asesinatos: «ningún empleado del gobierno de Estados Unidos deberá participar en asesinatos políticos, o conspirar para ello».
En 1978, el presidente Jimmy Carter publicó la orden ejecutiva 12036 (EO 12036), revocando la EO 11905 pero continuando con la prohibición de asesinatos promocionados por el gobierno: «ningún empleado por o actuando en beneficio del gobierno de los Estados Unidos debe participar en asesinatos políticos, o conspirar para ello».
En 1981, el presidente Ronald Reagan emitió la orden ejecutiva 12333 (EO 12333) que prohibía el asesinato pero no definía el término asesinato. En 1990, emergió un debate dentro de la inteligencia estadounidense en si la promoción de asesinatos debía ser prohibida en todos los casos. Después de los atentados del 11 de septiembre de 2001 la prohibición de cometer asesinatos fue criticada públicamente. El 17 de septiembre de ese mismo año, el presidente George W. Bush señaló que se quería a Osama bin Laden vivo o muerto. El portavoz de la casa blanca Ari Fleischer dijo que la EO 12333 permanecía con efecto pero declinó interpretar el texto diciendo: «yo sólo voy a repetir mis palabras y otros averiguarán las exactas implicaciones de ellas, pero ello no inhibirá a la nación de actuar en defensa propia».

### Sobre espionaje interior
En el informe final del comité, de abril de 1976, el comité concluía que la CIA, el FBI y otras organizaciones de inteligencia habían realizado operaciones de espionaje doméstico que amenazaban los derechos constitucionales de los ciudadanos. El informe indicaba que tales acciones deberían ser prevenidas con el establecimiento de un sistema de revisión permanente por parte del Congreso de las actividades de la Comunidad de Inteligencia. A partir de ella el Senado creó el Comité Selecto del Senado sobre Inteligencia, como un comité supervisor e investigador de los servicios de inteligencia.
Según el Comité Church, el Programa de Contrainteligencia COINTELPRO del FBI incluía el acoso y acoso en grupo.

## Informes
Entre 1975 y 1976, el Comité Church publicó catorce informes sobre la formación de los organismos de inteligencia de EE. UU. así como sus operaciones y los presuntos abusos de poder y actividades ilegales que se habían cometido, junto con las recomendaciones de reforma, algunas de las cuales se pusieron en marcha.
- 7 volúmenes de audiencias públicas y exposiciones.
- 6 libros que contienen los escritos del comité sobre los asuntos investigados.

Estos catorce informes son la publicación más extensa de actividades de inteligencia que jamás se ha hecho pública.
- Informe provisional- Presunta implicación en la planificación de asesinatos de líderes extranjeros.
- Libro I - Relaciones Exteriores y de Inteligencia Militar.
- Libro II - Actividades de Inteligencia y los derechos de los estadounidenses.
- Libro III - Informes del personal detallada complementaria sobre las actividades de inteligencia y los derechos de los estadounidenses.
- Libro IV -  Informes de personal adicional detallada sobre las Relaciones Exteriores y de Inteligencia Militar.
- Libro V - La investigación del asesinato del presidente J. F. Kennedy: funcionamiento de las agencias de Inteligencia.
- Libro VI - Informes complementarios sobre las actividades de Inteligencia.
- Volumen 1 - Audiencias sobre almacenamiento no autorizado de agentes tóxicos.
- Volumen 2 - Audiencias sobre el Plan Huston.
- Volumen 3 - Audiencias sobre el Internal Revenue Service.
- Volumen 4 - Audiencias sobre la apertura de correo.
- Volumen 5 - Audiencias sobre la Agencia de Seguridad Nacional y la Cuarta Enmienda de Derechos.
- Volumen 6 - Audiencias sobre la Oficina Federal de Investigación.
- Volumen 7 - Audiencias sobre el Covert Action.

## Apertura de correo
El Comité Church se enteró de que a partir de la década de 1950, la CIA y el FBI interceptó, abrió y fotografió más de 215.000 correos y correspondencia, en un  programa llamado HT Lingual, que fue clausurado en 1973. Una cubierta de correo electrónico es cuando se practican los registros del gobierno sin una orden judicial o notificación toda la información en el exterior de un sobre o paquete, incluyendo el nombre del remitente y el destinatario. El informe Church encontró que la CIA estaba celoso de mantener el conocimiento del Servicio Postal de que el correo podía ser abierto por agentes del gobierno.  Agentes de la CIA trasladaban el correo electrónico a un cuarto privado para abrir el correo o en algunos casos abrían los sobres en la noche después de relleno en carteras o bolsillos para engañar a los funcionarios de correos.

## La administración de Ford y el comité Church
El 9 de mayo el Comité Church decidió llamar al director de la CIA, William Colby. Ese mismo día, los principales asesores de Ford, Henry Kissinger, Donald Rumsfeld, Philip W. Buchen, y John Marsh, redactaron la recomendación de que Colby debía ser autorizado únicamente a informar, en lugar de declarar, y que debía discutir sólo el tema general, y los detalles específicos de las acciones encubiertas que deben evitarse, excepto para realidades hipotéticas.  Sin embargo, el Comité Church tenía plena autoridad para llamar a una audiencia y exigir explicaciones a Colby.  Ford y sus principales asesores se reunieron con Colby para preparar la audiencia.
El gobierno de Ford, en particular Donald Rumsfeld, estaba preocupado por el esfuerzo de los miembros del Comité Church en el Senado y el Comité Pike de la Cámara para limitar el poder de los organismos de inteligencia de EE. UU. Frontline cita a un miembro del personal de la Casa Blanca de Nixon:

Ellos fueron muy específicos sobre los esfuerzos por destruir las capacidades de la inteligencia estadounidense, recuerda Robert Ellsworth, un diplomático de Estados Unidos. Fue el senador Church quien dijo que nuestras agencias de inteligencia eran "elefantes canallas". Supuestamente iban por ahí asesinando gente y jugando malas pasadas, y así sucesivamente ... bueno, eso no era cierto. Rumsfeld y Ellsworth impidieron el desmantelamiento de la CIA y otros organismos de inteligencia por los comités.
 Frontline

## Críticas
Al principio, los críticos, como Bing Crosby y Paul Harvey acusaron a la comisión de «traición». Con el asesinato de Richard Welch en 1975, jefe de la CIA en Grecia, se intensificó la reacción pública en contra de la misión encomendada al comité. La labor del comité, más recientemente, ha sido criticada después de los ataques del 11 de septiembre, por haber producido, supuestamente, una legislación que condujo a la reducción de la capacidad de la CIA de reunir inteligencia humana.
En respuesta a estas críticas, el consejero jefe de la comisión, Frederick AO Schwarz Jr, replicó con un libro escrito junto a Aziz Z. Huq, denunciando el uso por parte de la administración Bush de los atentados para hacer reclamaciones «monárquicas» que «no tienen sin precedentes en este lado del Atlántico Norte».
En septiembre de 2006, la Universidad de Kentucky, organizó un foro denominado «Who's Watching the Spies? Actividades de Inteligencia y los derechos de los estadounidenses», que reunió a dos miembros del comité, el vicepresidente de los Estados Unidos Walter F. Mondale, y el exsenador Walter «Dee» Huddleston, además de Schwarz, para discutir el trabajo de la comisión, su impacto histórico, y la forma en que influyó en la sociedad de hoy.